# Écluse de Froxfield Bottom

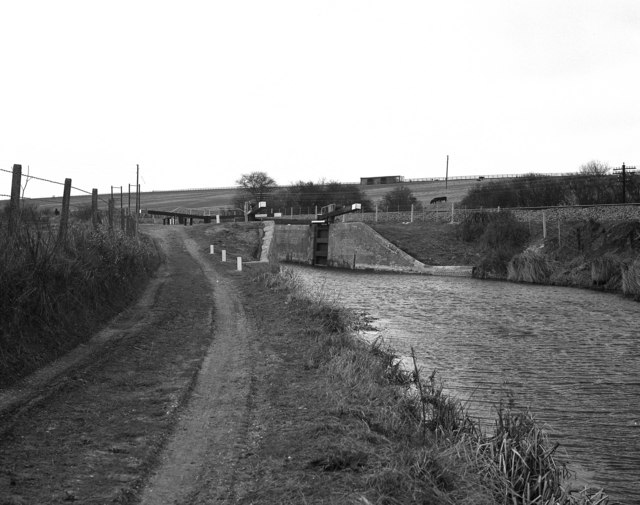
L'écluse de Froxfield Bottom après sa reconstruction en 1976

L’écluse de Froxfield Bottom est une écluse sur le canal Kennet et Avon, à Froxfield, dans le Wiltshire, en Angleterre.
L'écluse de Froxfield Bottom a été construite entre 1718 et 1723 sous la supervision de l'ingénieur John Hore de Newbury. Le canal est administré par la British Waterways. L’écluse permet de franchir un dénivelé de 2,13 m (7 pi).